# Stora Risøyna
Stora Risøyna est une île dans le landskap Sunnhordland du comté de Vestland. Elle appartient administrativement à Øygarden.

## Géographie
Rocheuse et désertique, elle s'étend sur environ 1,7 km de longueur pour une largeur approximative de 841 m.